# Liste der Kulturdenkmale in Berlin-Niederschönhausen

Lage Niederschönhausens in Berlin

In der Liste der Kulturdenkmale von Niederschönhausen sind die Kulturdenkmale des Berliner Ortsteils Niederschönhausen im Bezirk Pankow aufgeführt.

## Denkmalbereiche (Ensembles)
| Nr.      | Lage | Offizielle Bezeichnung | Bestandteile / Beschreibung | Bild                                |
| -------- | --- | --- | --- | ----------------------------------- |
| 09085334 | Am Schloßpark Am Orangeriepark 1–6, 8, 14 Dietzgenstraße 2/6A Ossietzkystraße 44, 45 Schloßallee Tschaikowskistraße 1, 1A, 3 (Lage) | Schloß und Schloßpark Schönhausen Baudenkmale siehe: Am Orangeriepark 2/6 Tschaikowskistraße 1 Gesamtanlage siehe: Ossietzkystraße 44, 45 Gartendenkmal siehe: Am Schloßpark | Hofgärtnerhaus und Orangeriegebäude, Flüstermauer; Innerer Schloßpark, Erweiterung und Umgestaltung zum Amtssitz des Präsidenten der DDR, zum Gästehaus des Ministerrats der DDR |                                     |
| 09085334 | Am Schloßpark Am Orangeriepark 1–6, 8, 14 Dietzgenstraße 2/6A Ossietzkystraße 44, 45 Schloßallee Tschaikowskistraße 1, 1A, 3 (Lage) | Schloß und Schloßpark Schönhausen Baudenkmale siehe: Am Orangeriepark 2/6 Tschaikowskistraße 1 Gesamtanlage siehe: Ossietzkystraße 44, 45 Gartendenkmal siehe: Am Schloßpark | Nicht konstituierende Bestandteile des Ensembles: Am Orangeriepark 1/5, 8, Dietzgenstraße 6, 6A                                                                                  |                                     |
| 09085214 | Blankenburger Straße 40/46 (Lage)                                                                                                   | Mietshäuser | Bestandteile des Ensembles: | Bestandteile des Ensembles:         |
| 09085214 | Blankenburger Straße 40/46 (Lage)                                                                                                   | Mietshäuser | 09085215 – Blankenburger Straße 40, Mietshaus, um 1910 |                                     |
| 09085214 | Blankenburger Straße 40/46 (Lage)                                                                                                   | Mietshäuser | 09085216 – Blankenburger Straße 42, Mietshaus, um 1905 |                                     |
| 09085214 | Blankenburger Straße 40/46 (Lage)                                                                                                   | Mietshäuser | 09085217 – Blankenburger Straße 44, Mietshaus, um 1910 |                                     |
| 09085214 | Blankenburger Straße 40/46 (Lage)                                                                                                   | Mietshäuser | 09085218 – Blankenburger Straße 46, Mietshaus, um 1905 |                                     |
| 09030221 | Dietzgenstraße 42–42A, 49–49A, 51/53, 56 Beuthstraße 51–53 (Lage)                                                                   | Ehemalige Sommerhäuser der Familien Fetschow und Brose mit Nebengebäuden und Gartenanlagen Baudenkmale siehe: Dietzgenstraße 49A; 51/53 Beuthstraße 53                       | Weitere Bestandteile des Ensembles: | Weitere Bestandteile des Ensembles: |
| 09030221 | Dietzgenstraße 42–42A, 49–49A, 51/53, 56 Beuthstraße 51–53 (Lage)                                                                   | Ehemalige Sommerhäuser der Familien Fetschow und Brose mit Nebengebäuden und Gartenanlagen Baudenkmale siehe: Dietzgenstraße 49A; 51/53 Beuthstraße 53                       | 09030222 – Dietzgenstraße 42, Wohnhaus, 1764 für Küster Palm erbaut; um 1820–1960, südliches Gebäude des Landensembles Brose (Brosehaus), Rekonstruktion 1993–1994               |                                     |
| 09030221 | Dietzgenstraße 42–42A, 49–49A, 51/53, 56 Beuthstraße 51–53 (Lage)                                                                   | Ehemalige Sommerhäuser der Familien Fetschow und Brose mit Nebengebäuden und Gartenanlagen Baudenkmale siehe: Dietzgenstraße 49A; 51/53 Beuthstraße 53                       | 09090023 – Dietzgenstraße 42A, Wirtschaftsgebäude am Brosepark, um 1870 |                                     |
| 09030221 | Dietzgenstraße 42–42A, 49–49A, 51/53, 56 Beuthstraße 51–53 (Lage)                                                                   | Ehemalige Sommerhäuser der Familien Fetschow und Brose mit Nebengebäuden und Gartenanlagen Baudenkmale siehe: Dietzgenstraße 49A; 51/53 Beuthstraße 53                       | Nicht konstituierende Bestandteile des Ensembles: Dietzgenstraße 49, 56, Beuthstraße 51–52                                                                                       |                                     |
| 09030228 | Friedrich-Engels-Straße 5/7 (Lage)                                                                                                  | Vorstadthäuser Baudenkmal siehe: Friedrich-Engels-Straße 5 | Weiterer Bestandteil des Ensembles: | Weiterer Bestandteil des Ensembles: |
| 09030228 | Friedrich-Engels-Straße 5/7 (Lage)                                                                                                  | Vorstadthäuser Baudenkmal siehe: Friedrich-Engels-Straße 5 | 09030230 – Friedrich-Engels-Straße 7, Wohnhaus, 1901 |                                     |
| 09030249 | Tschaikowskistraße 39, 41/43, 44, 50 (Lage)                                                                                         | Wohnhäuser mit Vorgarteneinfriedung und Remisen Baudenkmal siehe: Tschaikowskistraße 44                                                                                      | Weitere Bestandteile des Ensembles: | Weitere Bestandteile des Ensembles: |
| 09030249 | Tschaikowskistraße 39, 41/43, 44, 50 (Lage)                                                                                         | Wohnhäuser mit Vorgarteneinfriedung und Remisen Baudenkmal siehe: Tschaikowskistraße 44                                                                                      | 09030250 – Tschaikowskistraße 39, Wohnhaus mit Vorgarteneinfriedung, 1890–1895                                                                                                   |                                     |
| 09030249 | Tschaikowskistraße 39, 41/43, 44, 50 (Lage)                                                                                         | Wohnhäuser mit Vorgarteneinfriedung und Remisen Baudenkmal siehe: Tschaikowskistraße 44                                                                                      | 09030251 – Tschaikowskistraße 41/43, „Villa Kaiser“ mit Einfriedung, Garten und zwei Remisen der Baumschule in Niederschönhausen, 1895, 1905                                     |                                     |
| 09030249 | Tschaikowskistraße 39, 41/43, 44, 50 (Lage)                                                                                         | Wohnhäuser mit Vorgarteneinfriedung und Remisen Baudenkmal siehe: Tschaikowskistraße 44                                                                                      | 09030253 – Tschaikowskistraße 50, Wohnhaus mit Vorgarteneinfriedung um 1895 |                                     |

## Denkmalbereiche (Gesamtanlagen)
| Nr.      | Lage | Offizielle Bezeichnung | Beschreibung | Bild                                                         |
| -------- | --- | --- | --- | ------------------------------------------------------------ |
| 09050602 | Blankenburger Straße 76 (Lage)                                                                               | Vorstadtvilla | Vorstadtvilla, vor 1900, Umbau 1997–2000 |                                                              |
| 09050602 | Blankenburger Straße 76 (Lage)                                                                               | Vorstadtvilla | Wirtschaftsgebäude, vor 1900, Umbau 1997–2000 |                                                              |
| 09030219 | Dietzgenstraße 19/23 Ossietzkyplatz (Lage)                                                                   | Evangelische Friedenskirche | Kirche, 1869–1871 von Eduard Bürkner |                                                              |
| 09030219 | Dietzgenstraße 19/23 Ossietzkyplatz (Lage)                                                                   | Evangelische Friedenskirche | Freiflächen und Kirchhof |                                                              |
| 09030219 | Dietzgenstraße 19/23 Ossietzkyplatz (Lage)                                                                   | Evangelische Friedenskirche | Gemeindeschule, Umbau 1901–1902 zum Pfarrhaus |                                                              |
| 09030213 | Dietzgenstraße 100 Schillerstraße (Lage)                                                                     | Straßenbahn-Betriebshof | Hauptgebäude, Halle und Vorplatz, 1900–1901 von Joseph Fischer-Dick als Hof 3 der Groß-Berliner Straßenbahn, seit 1999 außer Betrieb |                                                              |
| 09030213 | Dietzgenstraße 100 Schillerstraße (Lage)                                                                     | Straßenbahn-Betriebshof | Werkstattanlagen |                                                              |
| 09030213 | Dietzgenstraße 100 Schillerstraße (Lage)                                                                     | Straßenbahn-Betriebshof | Verwaltungsgebäude |                                                              |
| 09030213 | Dietzgenstraße 100 Schillerstraße (Lage)                                                                     | Straßenbahn-Betriebshof | Anbau, 1924 von Jean Krämer |                                                              |
| 09030213 | Dietzgenstraße 100 Schillerstraße (Lage)                                                                     | Straßenbahn-Betriebshof | Gleisanlage mit Kanälen |                                                              |
| 09076021 | Friedrich-Engels-Straße 40 Am Iderfenngraben 12 (Lage)                                                       | Mietshausgruppe mit Vorgarteneinfriedung | um 1910 |                                                              |
| 09030231 | Friedrich-Engels-Straße 49–71 Blumenthalstraße 23–27B Lutherstraße 1–4 Uhlandstraße 39–39C (Lage)            | Siedlung mit umgebenden Freiflächen | 1930 von Paul Krebs |                                                              |
| 09065323 | Germanenstraße (Lage)                                                                                        | 5. Städtischer Friedhof Niederschönhausen | Feierhalle, um 1910 Der Eingang zum Friedhof befindet sich Germanenstraße 1. Bevor dieser in den 1970er Jahren zu einem Gartendenkmal wurde, war er einige Jahrzehnte der Dorffriedhof von Schönholz. – Die Feierhalleist ein rechteckiger dreiachsiger Backsteinbau, besitzt eine flach-rechteckige Apsis mit einem Spitzdach, und ist ebenfalls mit einem Spitzdach abgeschlossen. Als Architekt wird Paul Mebes angenommen. |                                                              |
| 09065323 | Germanenstraße (Lage)                                                                                        | 5. Städtischer Friedhof Niederschönhausen | Leichenhalle, um 1895 |                                                              |
| 09065353 | Grabbeallee 14/26 Paul-Franke-Straße 1–12 (Lage)                                                             | Wohnanlage mit Gartenanlagen | 1908–1909 von Paul Mebes, Bildhauer Walter Schmarje | Grabbeallee Wohnanlage                                       |
| 09065329 | Hermann-Hesse-Straße 103 Am Bürgerpark 24 Heinrich-Mann-Straße Leonhard-Frank-Straße (Lage)                  | 3. Städtischer Friedhof Pankow | Kapelle, 1905 von Carl Lubig |                                                              |
| 09065329 | Hermann-Hesse-Straße 103 Am Bürgerpark 24 Heinrich-Mann-Straße Leonhard-Frank-Straße (Lage)                  | 3. Städtischer Friedhof Pankow | Friedhofsverwaltung, um 1905 |                                                              |
| 09065329 | Hermann-Hesse-Straße 103 Am Bürgerpark 24 Heinrich-Mann-Straße Leonhard-Frank-Straße (Lage)                  | 3. Städtischer Friedhof Pankow | Wartehalle für Trauergäste, um 1925 |                                                              |
| 09030241 | Nordendstraße 74–76A (Lage)                                                                                  | Reihenhauszeile mit Vorgärten | 1931–1932 von Heinrich Möller |                                                              |
| 09085369 | Ossietzkystraße 44, 45 Dietzgenstraße Tschaikowskistraße 1A, 3 (Lage)                                        | Erweiterungsbauten zum Amtssitz des Präsidenten der DDR und zum Gästehaus des Ministerrats der DDR sowie Begrenzungsmauer des inneren Schloßparkes Niederschönhausen Bestandteil des Ensembles: Schloß und Schloßpark Schönhausen | 1949–1983 (siehe auch Gartendenkmal Schlosspark Schönhausen) | 1949–1983 (siehe auch Gartendenkmal Schlosspark Schönhausen) |
| 09085369 | Ossietzkystraße 44, 45 Dietzgenstraße Tschaikowskistraße 1A, 3 (Lage)                                        | Erweiterungsbauten zum Amtssitz des Präsidenten der DDR und zum Gästehaus des Ministerrats der DDR sowie Begrenzungsmauer des inneren Schloßparkes Niederschönhausen Bestandteil des Ensembles: Schloß und Schloßpark Schönhausen | Südlicher Vorhof: Wach- und Garagengebäude (Mittelwache), 1949–1950 von Willi Wendt |                                                              |
| 09085369 | Ossietzkystraße 44, 45 Dietzgenstraße Tschaikowskistraße 1A, 3 (Lage)                                        | Erweiterungsbauten zum Amtssitz des Präsidenten der DDR und zum Gästehaus des Ministerrats der DDR sowie Begrenzungsmauer des inneren Schloßparkes Niederschönhausen Bestandteil des Ensembles: Schloß und Schloßpark Schönhausen | Torhäuser, 1951; Tor- und Zaunanlage von Fritz Kühn |                                                              |
| 09085369 | Ossietzkystraße 44, 45 Dietzgenstraße Tschaikowskistraße 1A, 3 (Lage)                                        | Erweiterungsbauten zum Amtssitz des Präsidenten der DDR und zum Gästehaus des Ministerrats der DDR sowie Begrenzungsmauer des inneren Schloßparkes Niederschönhausen Bestandteil des Ensembles: Schloß und Schloßpark Schönhausen | Kasinogebäude mit Verwaltungsteil, Präsidialkanzlei, 1951 von der Meisterwerkstatt II der Deutschen Bauakademie, Hanns Hopp |                                                              |
| 09085369 | Ossietzkystraße 44, 45 Dietzgenstraße Tschaikowskistraße 1A, 3 (Lage)                                        | Erweiterungsbauten zum Amtssitz des Präsidenten der DDR und zum Gästehaus des Ministerrats der DDR sowie Begrenzungsmauer des inneren Schloßparkes Niederschönhausen Bestandteil des Ensembles: Schloß und Schloßpark Schönhausen | Wirtschaftshof mit Kesselhaus, 1954–1956 von Otto Gerth |                                                              |
| 09085369 | Ossietzkystraße 44, 45 Dietzgenstraße Tschaikowskistraße 1A, 3 (Lage)                                        | Erweiterungsbauten zum Amtssitz des Präsidenten der DDR und zum Gästehaus des Ministerrats der DDR sowie Begrenzungsmauer des inneren Schloßparkes Niederschönhausen Bestandteil des Ensembles: Schloß und Schloßpark Schönhausen | Dietzgenstraße: |                                                              |
| 09085369 | Ossietzkystraße 44, 45 Dietzgenstraße Tschaikowskistraße 1A, 3 (Lage)                                        | Erweiterungsbauten zum Amtssitz des Präsidenten der DDR und zum Gästehaus des Ministerrats der DDR sowie Begrenzungsmauer des inneren Schloßparkes Niederschönhausen Bestandteil des Ensembles: Schloß und Schloßpark Schönhausen | Nordtor, 1949 von Willi Wendt |                                                              |
| 09085369 | Ossietzkystraße 44, 45 Dietzgenstraße Tschaikowskistraße 1A, 3 (Lage)                                        | Erweiterungsbauten zum Amtssitz des Präsidenten der DDR und zum Gästehaus des Ministerrats der DDR sowie Begrenzungsmauer des inneren Schloßparkes Niederschönhausen Bestandteil des Ensembles: Schloß und Schloßpark Schönhausen | Fahrbereitschaft mit Garagen und Tankstelle, 1950, 1955–1956 | Schönhausen Pferdeställe                                     |
| 09085369 | Ossietzkystraße 44, 45 Dietzgenstraße Tschaikowskistraße 1A, 3 (Lage)                                        | Erweiterungsbauten zum Amtssitz des Präsidenten der DDR und zum Gästehaus des Ministerrats der DDR sowie Begrenzungsmauer des inneren Schloßparkes Niederschönhausen Bestandteil des Ensembles: Schloß und Schloßpark Schönhausen | Postengang an der nördlichen Parkeinfriedung, 1949 einschließlich barocker Flüstermauer |                                                              |
| 09085369 | Ossietzkystraße 44, 45 Dietzgenstraße Tschaikowskistraße 1A, 3 (Lage)                                        | Erweiterungsbauten zum Amtssitz des Präsidenten der DDR und zum Gästehaus des Ministerrats der DDR sowie Begrenzungsmauer des inneren Schloßparkes Niederschönhausen Bestandteil des Ensembles: Schloß und Schloßpark Schönhausen | Tschaikowskistraße: (siehe auch Baudenkmal Schloss Niederschönhausen und Gartendenkmal Vorplatz und Garten des Apartmentgebäudes) |                                                              |
| 09085369 | Ossietzkystraße 44, 45 Dietzgenstraße Tschaikowskistraße 1A, 3 (Lage)                                        | Erweiterungsbauten zum Amtssitz des Präsidenten der DDR und zum Gästehaus des Ministerrats der DDR sowie Begrenzungsmauer des inneren Schloßparkes Niederschönhausen Bestandteil des Ensembles: Schloß und Schloßpark Schönhausen | Postenhäuser mit Westtor, 1949 von Willi Wendt |                                                              |
| 09085369 | Ossietzkystraße 44, 45 Dietzgenstraße Tschaikowskistraße 1A, 3 (Lage)                                        | Erweiterungsbauten zum Amtssitz des Präsidenten der DDR und zum Gästehaus des Ministerrats der DDR sowie Begrenzungsmauer des inneren Schloßparkes Niederschönhausen Bestandteil des Ensembles: Schloß und Schloßpark Schönhausen | Appartementhaus, 1966–1968 vom Entwurfsbüro 110, W. Schmidt, Aluminium-Fassadenelemente von Fritz Kühn, Umbauten, 1981–1983 von Erhardt Gißke | GästehausDDR                                                 |
| 09030245 | Schillerstraße 23–37 (Lage)                                                                                  | Siedlung der Straßenbahner mit Innenhof | 1927–1930 |                                                              |
| 09065356 | Beatrice-Zweig-Straße 1–12 Heinrich-Mann-Straße 42 Hermann-Hesse-Straße 77/87 Homeyerstraße 31, 37/39 (Lage) | Erich-Weinert-Siedlung | Wohnanlage, 1950–1951 von Hanns Hopp (siehe auch Gartendenkmale Hausgarten Max Lingner und Hausgarten Ehmsen) |                                                              |
| 09065356 | Beatrice-Zweig-Straße 1–12 Heinrich-Mann-Straße 42 Hermann-Hesse-Straße 77/87 Homeyerstraße 31, 37/39 (Lage) | Erich-Weinert-Siedlung | Erich-Weinert Memorial, 1961 |                                                              |

## Baudenkmale
| Nr.      | Lage                                                                                        | Offizielle Bezeichnung                                                                             | Beschreibung | Bild |
| -------- | ------------------------------------------------------------------------------------------- | -------------------------------------------------------------------------------------------------- | --- | --- |
| 09030237 | Am Iderfenngraben 10 (Lage)                                                                 | Wohnhaus                                                                                           | 1895–1900 | |
| 09085336 | Am Orangeriepark 2/6 (Lage)                                                                 | Orangerie und Wohnbauten für Gärtner Bestandteil des Ensembles: Schloß und Schloßpark Schönhausen  | um 1775–1777 (siehe auch Gartendenkmal Schlosspark Schönhausen) | |
| 09030227 | Beuthstraße 53 (Lage)                                                                       | Beuthhaus, Gelehrtenheim, Schweizerhaus Bestandteil des Ensembles: Dietzgenstraße                  | älteste Bauteile um 1820, 1825 Umbau zum Sommerhaus (Schweizerhaus) mit offener Gartenhalle nach Karl Friedrich Schinkel; Umbauten 1872, 1907–1908 | Beuthstr.53 gelehrtenheim                                                                                              |
| 09030218 | Buchholzer Straße 8 (Lage)                                                                  | Grabmal Ernst Rehfeld auf dem 4. Städtischen Friedhof Pankow                                       | 1924 | |
| 09030214 | Buchholzer Straße 8 (Lage)                                                                  | Grabmal Max Skladanowsky auf dem 4. Städtischen Friedhof Pankow                                    | 1939 | |
| 09030215 | Buchholzer Straße 8 (Lage)                                                                  | Grabstätte Carl von Ossietzky auf dem 4. Städtischen Friedhof Pankow                               | | |
| 09030216 | Buchholzer Straße 8 (Lage)                                                                  | Grabstätte Robert Uhrig auf dem 4. Städtischen Friedhof Pankow                                     | | |
| 09030217 | Buchholzer Straße 8                                                                         | Grabstätte Wilhelm Dieckmann auf dem 4. Städtischen Friedhof Pankow                                | | |
| 09085335 | Dietzgenstraße 2, 4 (Lage)                                                                  | Hofgärtnerhaus Nietner Bestandteil des Ensembles: Schloß und Schloßpark Schönhausen                | 1854 (siehe auch Gartendenkmal Schlosspark Schönhausen) | |
| 09030220 | Dietzgenstraße 33 (Lage)                                                                    | Vorstadtvilla                                                                                      | Vorstadtvilla, um 1900 | Dietzgenstr.33 |
| 09030220 | Dietzgenstraße 33 (Lage)                                                                    | Vorstadtvilla                                                                                      | Remise, um 1900 | |
| 09030238 | Dietzgenstraße 41 Kuckhoffstraße 2/22 (Lage)                                                | Friedrich-List-Gymnasium                                                                           | 1908–1910 als Rathaus Niederschönhausen von Carl Fenten, 1928 Um- und Erweiterungsbau zum Gymnasium | |
| 09030223 | Dietzgenstraße 43/45 (Lage)                                                                 | Mietshaus                                                                                          | 1910 | |
| 09030224 | Dietzgenstraße 47 (Lage)                                                                    | Elisabeth-Christinen-Lyzeum                                                                        | 1911–1913 von Paul Hermes | |
| 09030225 | Dietzgenstraße 49A (Lage)                                                                   | Ehemaliges Sommerhaus und Kutscherhaus im Schweizer Stil Bestandteil des Ensembles: Dietzgenstraße | um 1830, Aufstockung 1875, mit Gartenanlage | |
| 09085153 | Dietzgenstraße 50 (Lage)                                                                    | Mietshaus und Nebengebäude                                                                         | um 1908 | |
| 09030226 | Dietzgenstraße 51/53 (Lage)                                                                 | Ehemaliges Sommerhaus Fetschow (Holländerhaus) Bestandteil des Ensembles: Dietzgenstraße           | 1847, 1852–1853 für Hauschild Umbau sowie Remise und Gartenhalle von Ludwig Schultz | |
| 09030226 | Dietzgenstraße 51/53 (Lage)                                                                 | Ehemaliger Bestandteil:                                                                            | Parkanlage; 2012 aberkannt | |
| 09030229 | Friedrich-Engels-Straße 5 (Lage)                                                            | Wohnhaus mit Vorgarten und Einfriedung Bestandteil des Ensembles: Friedrich-Engels-Straße          | 1900–1901 von Alfred Breslauer | |
| 09065325 | Grabbeallee 2/10 (Lage)                                                                     | Mädchenrettungshaus „Siloah“                                                                       | 1884–1885 von C. Gause Das Hauptgebäude ist ein dreigeschossiger Ziegelbau mit Verblendklinkern, geschmückt mit Reliefplatten und Halbrundfenstern im Giebeldreieck, das zur Straße hin zeigt. Eher wie zufällig sind gelegentlich Erkeröffnungen oder Fenster in Halbrundform gestaltet. | |
| 09065325 | Grabbeallee 2/10 (Lage)                                                                     | Mädchenrettungshaus „Siloah“                                                                       | Erweiterungsbau, um 1900; Unterstände, 1920er Jahre | |
| 09097805 | Grabbeallee 36/40 (Lage)                                                                    | ehemalige Australische Botschaft in der DDR-Zeit                                                   | Residenz- und Botschaftsgebäude, Typ IHB III, 1972 von Horst Bauer, VE Bau- und Montagekombinat Ingenieurhochbau Berlin Die Botschaft von Australien befindet sich seit 2003 in der Wallstraße. | |
| 09097805 | Grabbeallee 36/40 (Lage)                                                                    | ehemalige Australische Botschaft in der DDR-Zeit                                                   | Freiflächengestaltung | |
| 09097805 | Grabbeallee 36/40 (Lage)                                                                    | ehemalige Australische Botschaft in der DDR-Zeit                                                   | Zaunanlage | |
| 09030232 | Grabbeallee 35 (Lage)                                                                       | Vorstadtvilla                                                                                      | Vorstadtvilla, um 1875. Gilt als gut erhaltenes Beispiel für die gegen Ende des 19. Jahrhunderts in den Berliner Vororten errichteten meist zweietagigen Wohnvillen. Sie sind hinter schmalen Vorgärten etwas zurückgesetzt errichtet worden und mit einem erhöhten Mittelrisaliten ausgestattet. Das Haus Nummer 35 trägt einen seitlichen Turm nach Art der von Ludwig Persius gebauten Landhäuser im italienischen Stil. außerdem steht in einer Nische des Turmsockels eine Skulptur der Flora. | |
| 09030232 | Grabbeallee 35 (Lage)                                                                       | Vorstadtvilla                                                                                      | Vorgarten | |
| 09030232 | Grabbeallee 35 (Lage)                                                                       | Vorstadtvilla                                                                                      | Remise | |
| 09030233 | Grabbeallee 39 (Lage)                                                                       | Villa Horridoh                                                                                     | Vorstadtvilla, um 1870 Gilt als gut erhaltenes Beispiel für die gegen Ende des 19. Jahrhunderts in den Berliner Vororten errichteten meist zweietagigen Wohnvillen. Sie sind hinter schmalen Vorgärten etwas zurückgesetzt errichtet worden und mit einem erhöhten Mittelrisaliten ausgestattet. Das dreiachsig gegliederte Bauwerk ist abwechslungsreich mit Pfeilern, Rundbögen oder Säulen gegliedert. Im Ziergiebel trägt es die Inschrift (in Fraktur) Haus Horridoh.                          | |
| 09030233 | Grabbeallee 39 (Lage)                                                                       | Villa Horridoh                                                                                     | Vorgarten | |
| 09030233 | Grabbeallee 39 (Lage)                                                                       | Villa Horridoh                                                                                     | Remise | |
| 09030234 | Grabbeallee 43 (Lage)                                                                       | ehemaliges Wohnhaus                                                                                | Auf der Parzelle stehen drei Einzelgebäude, nur das nordöstlichste ist das Baudenkmal. Es diente seit den 1920er Jahren und 1945 bis 1946 als Friedrich-Fröbel-Haus. Die gesamte Immobilie ist seit etwa 1992 im Besitz der Republik Togo, die hier ihre deutsche Botschaft unterhält. | Das rechte der hier gezeigten Häuser ist das Baudenkmal. Das „Haupthaus“ der Botschaft steht nicht unter Denkmalschutz |
| 09050611 | Grabbeallee 51/53A (Lage)                                                                   | Ausflugslokal (Ballhaus Pankow),                                                                   | Ballhaus, 1880 | |
| 09050611 | Grabbeallee 51/53A (Lage)                                                                   | Ausflugslokal (Ballhaus Pankow),                                                                   | Saalgebäude, 1892 | |
| 09050611 | Grabbeallee 51/53A (Lage)                                                                   | Ausflugslokal (Ballhaus Pankow),                                                                   | Fachwerkanbauten, um 1903 | |
| 09030235 | Grabbeallee 63 (Lage)                                                                       | Mietshaus                                                                                          | um 1890 | |
| 09030236 | Grabbeallee 67 (Lage)                                                                       | Vorstadtvilla mit Vorgarten                                                                        | um 1873 | |
| 09030236 | Grabbeallee 67 (Lage)                                                                       | Vorstadtvilla mit Vorgarten                                                                        | Vorgarten | |
| 09097846 | Heinrich-Mann-Straße 1 (Lage)                                                               | Gedenkstätte Julius Fucik                                                                          | 1974 von Zdenek Nemecek (siehe auch Gartendenkmal Volkspark Schönholzer Heide (Südteil)) | |
| 09097847 | Heinrich-Mann-Straße 1 (Lage)                                                               | Verkaufspavillon                                                                                   | Pavillon und Pergola, 1925–1926 von Alexander Poetschke | |
| 09097847 | Heinrich-Mann-Straße 1 (Lage)                                                               | Verkaufspavillon                                                                                   | Wandbrunnen auf der Schönholzer Brücke | |
| 09097847 | Heinrich-Mann-Straße 1 (Lage)                                                               | Verkaufspavillon                                                                                   | Puttengruppe | |
| 09030240 | Hermann-Hesse-Straße 20 Waldstraße 88–89 (Lage)                                             | Mietshaus                                                                                          | 1905–1910 | |
| 09065359 | Hermann-Hesse-Straße 82 (Lage)                                                              | Schützenhaus                                                                                       | 1883 von C. Mittag und H. Görisch | |
| 09065365 | Hermann-Hesse-Straße 103 Bahnhofstraße 24 Heinrich-Mann-Straße Leonhard-Frank-Straße (Lage) | Grabmal Anton Saefkow                                                                              | auf dem 3. Städtischen Friedhof Pankow | |
| 09065361 | Hermann-Hesse-Straße 103 Bahnhofstraße 24 Heinrich-Mann-Straße Leonhard-Frank-Straße (Lage) | Grabmal Max Butting                                                                                | auf dem 3. Städtischen Friedhof Pankow, 1976 | |
| 09065363 | Hermann-Hesse-Straße 103 Bahnhofstraße 24 Heinrich-Mann-Straße Leonhard-Frank-Straße (Lage) | Grabstätte Hans Litten                                                                             | auf dem 3. Städtischen Friedhof Pankow, 1938 von Hubert Matthes | |
| 09065362 | Hermann-Hesse-Straße 103 Bahnhofstraße 24 Heinrich-Mann-Straße Leonhard-Frank-Straße (Lage) | Grabstätte Max Lingner                                                                             | auf dem 3. Städtischen Friedhof Pankow, 1959 von Hubert Matthes | |
| 09065364 | Hermann-Hesse-Straße 103 Bahnhofstraße 24 Heinrich-Mann-Straße Leonhard-Frank-Straße (Lage) | Grabstätte Paul Nipkow auf dem 3. Städtischen Friedhof Pankow                                      | 1940 | |
| 09050612 | Hermann-Hesse-Straße 103 Bahnhofstraße 24 Heinrich-Mann-Straße Leonhard-Frank-Straße        | Grabstätte Reinhold Burger auf dem 3. Städtischen Friedhof Pankow                                  | | |
| 09065367 | Homeyerstraße 13 (Lage)                                                                     | Wohnhaus mit Freifläche                                                                            | ca. 1939, Bronze-Gedenktafel für Arnold Zweig, 1982 von Jo Jastram | |
| 09030239 | Idastraße 20 (Lage)                                                                         | BVG Netzleitstelle, Gleichrichterwerk 301                                                          | 1928 von Hans Heinrich Müller | |
| 09085249 | Majakowskiring 2 (Lage)                                                                     | Villa mit Hausgarten                                                                               | 1900 Das Gebäude an exponierter Stelle, etwa mittig im östlichen Straßenbogen, ist ein repräsentativer eingeschossiger Putzbau im klassizistischen Stil. Es besitzt einen quadratischen Grundriss, auf der Straßenseite erhebt sich ein dreiachsiger Portikus auf kannelierten Säulen. Das Giebelfeld ist mit allegorischen Figuren für die schönen Künste (Musik, Malerei und Bildhauerei) geschmückt.                                                                                             | Majakowskiring2 |
| 09085271 | Majakowskiring 27/31 (Lage)                                                                 | Wohnhaus von Wilhelm Pieck (1945–1960)                                                             | Wohnhaus mit Garagengebäude, 1917 | Wohnhaus Wilhelm Pieck                                                                                                 |
| 09085271 | Majakowskiring 27/31 (Lage)                                                                 | Wohnhaus von Wilhelm Pieck (1945–1960)                                                             | Vorgarteneinfriedung, 1950 von Reinhold Lingener | |
| 09085271 | Majakowskiring 27/31 (Lage)                                                                 | Teilverlust:                                                                                       | Hausgarten, seit 11/2024 kein Bestandteil mehr | |
| 09085272 | Majakowskiring 34 (Lage)                                                                    | Wohnhaus Johannes R. Becher mit Hausgarten und Vorgarteneinfriedung                                | um 1935 | Wohnhaus Johannes Becher                                                                                               |
| 09085273 | Majakowskiring 48 (Lage)                                                                    | ehem. Wohnhaus von Otto Grotewohl                                                                  | Wohnhaus, 1938, Umbau 1950 von Hans Scharoun | Wohnhaus Otto Grotewohl                                                                                                |
| 09085273 | Majakowskiring 48 (Lage)                                                                    | ehem. Wohnhaus von Otto Grotewohl                                                                  | Villengarten, um 1938, Neugestaltung 1950–1952 von Reinhold Lingner und Hubert Matthes | |
| 09030242 | Pastor-Niemöller-Platz 2 Hermann-Hesse-Straße 26 (Lage)                                     | Mietshaus                                                                                          | 1908 | |
| 09030243 | Platanenstraße 20–21 (Lage)                                                                 | Kath. St. Maria-Magdalena-Kirche                                                                   | 1929–1930 von Felix Sturm | |
| 09030244 | Platanenstraße 97 (Lage)                                                                    | Mietshaus, Treppenhaus                                                                             | 1903 | |
| 09030246 | Treskowstraße 1 Waldstraße 87 (Lage)                                                        | Mietshaus                                                                                          | 1906 | |
| 09030247 | Treskowstraße 63–64 (Lage)                                                                  | Mietshäuser und Gewerbebauten                                                                      | ca. 1905 | |
| 09030248 | Treskowstraße 65 (Lage)                                                                     | Wohnhaus                                                                                           | 1903–1905 | |
| 09085337 | Tschaikowskistraße 1 (Lage)                                                                 | Schloss Niederschönhausen Bestandteil des Ensembles: Schloß und Schloßpark Schönhausen             | 1664, 1691 von Johann Arnold Nering, 1704 Erweiterung durch Johann Friedrich Eosander von Göthe, 1763 durch Johann Boumann; Restaurierungen, 1935–1936, 1965 bis 1978 (siehe auch Gartendenkmal Schlosspark Schönhausen) | |
| 09030252 | Tschaikowskistraße 44 (Lage)                                                                | Wohnhaus Bestandteil des Ensembles: Tschaikowskistraße                                             | Wohnhaus, 1896–1897 | |
| 09030252 | Tschaikowskistraße 44 (Lage)                                                                | Wohnhaus Bestandteil des Ensembles: Tschaikowskistraße                                             | Remise | |
| 09030252 | Tschaikowskistraße 44 (Lage)                                                                | Wohnhaus Bestandteil des Ensembles: Tschaikowskistraße                                             | Vorgarten mit Einfriedung und Brunnen | |
| 09050609 | Uhlandstraße 20 (Lage)                                                                      | ehem. Wasserwerk                                                                                   | 1903 | |
| 09030254 | Waldowstraße 28 (Lage)                                                                      | Wohnhaus von Max Skladanowsky                                                                      | 1896–1899 | |
| 09030255 | Wilhelm-Wolff-Straße 8 (Lage)                                                               | Wohnhaus                                                                                           | 1903–1909 | |

## Gartendenkmale
| Nr.      | Lage | Offizielle Bezeichnung                                                                                 | Beschreibung | Bild |
| -------- | --- | --- | --- | ---- |
| 09046059 | Am Schloßpark Am Orangeriepark 1, 2/8, 14 Dietzgenstraße 2/6 Ossietzkystraße 44, 45 Schloßallee Tschaikowskistraße 1, 1A, (Lage) | Schlosspark Schönhausen Bestandteil des Ensembles: Schloß und Schloßpark Schönhausen                   | Parkanlage mit Einfriedung, gärtnerische Anlagen der Schloßgutvilla (um 1830), ab 1664, seit 1691 Johann Arnold Nehring, seit 1704 Vergrößerungen, 1828–1831 Peter Joseph Lenné, 1906–1924 Instandsetzung der Schloßgärtnerei, Neugestaltung von Reinhold Lingner im eingefriedeten Schloßgarten, seit den 60er Jahren weitere Umgestaltungen (siehe auch Gesamtanlage Erweiterungsbauten zum Amtssitz des Präsidenten der DDR sowie Baudenkmale Orangerie und Wohnbauten für Gärtner, Hofgärtnerhaus Nietner und Schloss Niederschönhausen) |      |
| 09046059 | Am Schloßpark Am Orangeriepark 1, 2/8, 14 Dietzgenstraße 2/6 Ossietzkystraße 44, 45 Schloßallee Tschaikowskistraße 1, 1A, (Lage) | Schlosspark Schönhausen Bestandteil des Ensembles: Schloß und Schloßpark Schönhausen                   | Anlage einer Baumschule von Brucks und Beinroth, seit 1950 |      |
| 09046059 | Am Schloßpark Am Orangeriepark 1, 2/8, 14 Dietzgenstraße 2/6 Ossietzkystraße 44, 45 Schloßallee Tschaikowskistraße 1, 1A, (Lage) | Schlosspark Schönhausen Bestandteil des Ensembles: Schloß und Schloßpark Schönhausen                   | Orangerie (um 1764), 1906–1924 Instandsetzung der Orangerie |      |
| 09097754 | Beatrice-Zweig-Straße 2 (Lage)                                                                                                   | Hausgarten Max Lingner                                                                                 | 1951–1952 von Reinhold Lingner (siehe auch Gesamtanlage Erich-Weinert-Siedlung) |      |
| 09046071 | Germanenstraße Friesenstraße Waldsteg 64–65 (Lage)                                                                               | Volkspark Schönholzer Heide (Nordteil)                                                                 | seit 1753 sogenannte Königin-Plantage, in den 20er und 30er Jahren Umgestaltungen |      |
| 09046070 | Germanenstraße 43 (Lage) | Ehrenmal der sowjetischen Gefallenen                                                                   | 1947–1949 von K. A. Solowjow, M. D. Belawenzew, W. D. Koroljow (Architekten), I. G. Perschudschew (Bildhauer), G. M. Schubnikow, W. G. Dubrowski, A. A. Golub, M. G. Usman (Ingenieure) |      |
| 09097845 | Heinrich-Mann-Straße 1 Am Bürgerpark Cottastraße Leonhard-Frank-Straße 2 (Lage)                                                  | Volkspark Schönholzer Heide (Südteil)                                                                  | 1921 von Alexander Weiss, Umgestaltungen 1928 von Alexander Weiss (siehe auch Baudenkmal Gedenkstätte Julius Fucik) |      |
| 09046609 | Homeyerstraße 31 (Lage) | Hausgarten Ehmsen                                                                                      | ca. 1951–1952 von Reinhold Lingner (siehe auch Gesamtanlage Erich-Weinert-Siedlung) |      |
| 09046067 | Leonhard-Frank-Straße 31 (Lage)                                                                                                  | Hausgarten                                                                                             | um 1930 |      |
| 09085055 | Tschaikowskistraße 3 (Lage) | Vorplatz und Garten des Apartmentgebäudes Bestandteil des Ensembles: Schloß und Schloßpark Schönhausen | 1966–1968 von Karl Kirschner (siehe auch Gesamtanlage Erweiterungsbauten zum Amtssitz des Präsidenten der DDR ) |      |

## Ehemalige Denkmale
| Nr.      | Lage                     | Offizielle Bezeichnung | Beschreibung                               | Bild |
| -------- | ------------------------ | ---------------------- | ------------------------------------------ | ---- |
| 09065357 | Germanenstraße 34 (Lage) | Mietshaus              | um 1905, 2010 nach Brandschaden abgerissen |      |